# Ilona Tóth
Ilona Tóth (23 octobre 1932 – 27 juin 1957) est une étudiante en médecine et révolutionnaire hongroise. Elle participe à la révolution hongroise de 1956 et rejoint ensuite la résistance contre le régime communiste, où elle est impliquée dans la production de brochures de propagande. Tóth est arrêtée pour ses activités d'imprimeuse en novembre 1956 et accusée de complicité dans un meurtre perpétré par la résistance. Elle est reconnue coupable et exécutée le 27 juin 1957. La mort de Tóth fait d'elle une martyre de la cause anticommuniste en Hongrie. Son image est réhabilitée après la chute du gouvernement communiste dans les années 1990, et elle est l'une des nombreuses dissidentes hongroises innocentées grâce à la « loi Ilona Tóth » en 2000. L’étendue de son implication dans le meurtre reste un sujet de controverse.

## Biographie
Ilona Tóth est née le 23 octobre 1932 et est élevée par une mère célibataire qui travaille comme institutrice. Tóth grandit dans la pauvreté, mais elle réussit à l'école, participant à plusieurs activités sportives, notamment l'escrime, le parachutisme et le vol à voile.Elle est profondément religieuse et pratiquante dans l'Église réformée de Hongrie(p90). Elle devient étudiante en médecine(p19) et accepte un stage non rémunéré où elle gère l'annexe d'un hôpital(p100). Tóth fournit une assistance médicale pendant la révolution hongroise de 1956(p83) soigner les communistes et les anticommunistes blessés(p90). Au cours des combats, elle a à un moment donné récupéré une grenade à main et l'a lancée en direction d'un char soviétique(p100). Après l’échec de la révolution, elle rejoint la résistance contre le gouvernement communiste en Hongrie. Son engagement comprend l’hébergement d’autres dissidents et la distribution de littérature de résistance(p90). Après l'arrestation du propagandiste István Angyal le 16 novembre 1956, Tóth prend en charge l'activité d'impression de la résistance(p102).
Tóth est arrêtée plus tard ce mois-là pour son implication dans la résistance après que la police ait trouvé des preuves de sa distribution de tracts(p107). Elle est accusée du meurtre d'István Kollár, que la résistance a tué parce qu'il était soupçonné d'être un espion du gouvernement. Elle avoue le crime lors de son procès. Selon son témoignage, elle lui aurait injecté du chloroforme, de l'air et de l'essence dans le cou et le cœur avant de le poignarder avec un couteau de poche(p83),(p106). Le meurtre de Kollár est controversé au sein de la résistance, ce qui provoque des luttes intestines(pp107–108). Le procès de Tóth réunit environ 300 spectateurs, mais les médias occidentaux sont également présents. Le gouvernement condamne Tóth à mort, une peine devenue courante pour les dissidents après la révolution hongroise, dans le but de donner l'exemple et de décourager de futurs soulèvements. Son appel est rejeté et elle est pendue le 27 juin 1957(p118). Elle est l'une des cinq seules femmes à avoir été exécutées par le gouvernement hongrois au lendemain de la révolution(p108).

## Héritage

### Innocence ou culpabilité
L'innocence ou la culpabilité de Tóth reste un sujet de débat(p19),. Les gouvernements communistes ont acquis une réputation de procès-spectacles au moment de l'arrestation de Tóth, et les critiques du procès le décrivent comme tel(p118). Ceux qui maintiennent son innocence soutiennent qu'elle a avoué le meurtre afin d'épargner ses complices(p90). Son procès suscite une condamnation internationale du système judiciaire hongrois(p118), conduisant le gouvernement communiste à mener les futures poursuites contre les dissidents de manière plus discrète. Pendant un certain temps, l'histoire de Tóth disparaît de la conscience publique(p87).
Tóth est célébrée comme une martyre de la résistance contre le gouvernement communiste(p88). En tant que martyre, elle est souvent décrite dans le contexte de sa féminité(p105), ce qui a peut-être également eu une incidence sur l’étendue de la couverture médiatique étrangère de l’affaire. Le statut de sa virginité devient un point de controverse majeur dans son héritage, certaines versions de son histoire affirmant qu'elle était enceinte au moment de son arrestation, illustrant les horreurs du régime communiste, tandis que d'autres soutiennent qu'elle était vierge, soulignant sa pureté(p91). Elle est l'une des rares femmes reconnues pour son implication dans la révolution avant que l'on s'intéresse davantage à l'histoire des femmes.

### Réhabilitation post-communiste
L'image de Tóth comme symbole de l'anticommunisme est promue dans la Hongrie postcommuniste des années 1990, et sa condamnation fait l'objet d'un appel devant le gouvernement hongrois à deux reprises au cours de cette période, bien qu'elle soit rejetée à chaque fois(p84). Ses proches font appel pour la première fois en 1990, mais la Cour suprême de Hongrie confirme sa culpabilité, jugeant que son statut de travailleuse médicale la place à un niveau plus élevé que celui des autres dissidents qui ont été disculpés. L'Association des prisonniers politiques fait appel une deuxième fois, mais elle est levée par un gouvernement socialiste nouvellement formé en 1994. Cette action politise encore l'héritage de Tóth, et sa cause est reprise par le gouvernement de centre-droit formé en 1998, inspirant une loi qui est adoptée en 2000 qui renverse effectivement les convictions politiques du gouvernement communiste(p85). Cette loi est connue sous le nom informel de « loi Ilona Tóth »(p154).
Un documentaire télévisé sur Tóth est tourné en 1998 pour réhabiliter son image. Elle est identifiée comme la « Jeanne d'Arc hongroise »(p19) après que le terme ait été utilisé par son coaccusé Gyula Obersovszky (hu). En tant que journaliste, Obersovszky honore largement Tóth dans ses écrits, publiant un livre sur elle à la fin des années 1990(p87). Une statue de Tóth est dévoilée dans un musée privé de Budapest le 23 octobre 2000(p19) avec le ministre de la Justice Ibolya Dávid s'exprimant en l'honneur de Tóth lors de la cérémonie. La statue est déplacée à la faculté de médecine Semmelweis après l'exonération de Tóth en 2001(p85).